# Wronki
Wronki este un oraș în Polonia.